# Caradrina civica
Caradrina civica là một loài bướm đêm trong họ Noctuidae.